# Звамборн, Кес
Корнелис (Кес) Звамборн (нидерл. Cornelis "Kees" Zwamborn; род. 28 марта 1952, Алблассердам) — нидерландский футболист и тренер.

## Биография

### Клубная карьера
Кес Звамборн в 1970-е играл за футбольный клуб РВК из Рейсвейка, а летом 1975 года перешёл в клуб «Влардинген» из одноимённого города. В 1978 году Звамборн стал игроком амстердамского «Аякса». По данным издания «Het Vrije Volk», трансфер защитника обошёлся красно-белым от 175 до 200 тысяч гульденов. Контракт с игроком был подписан на два года. 

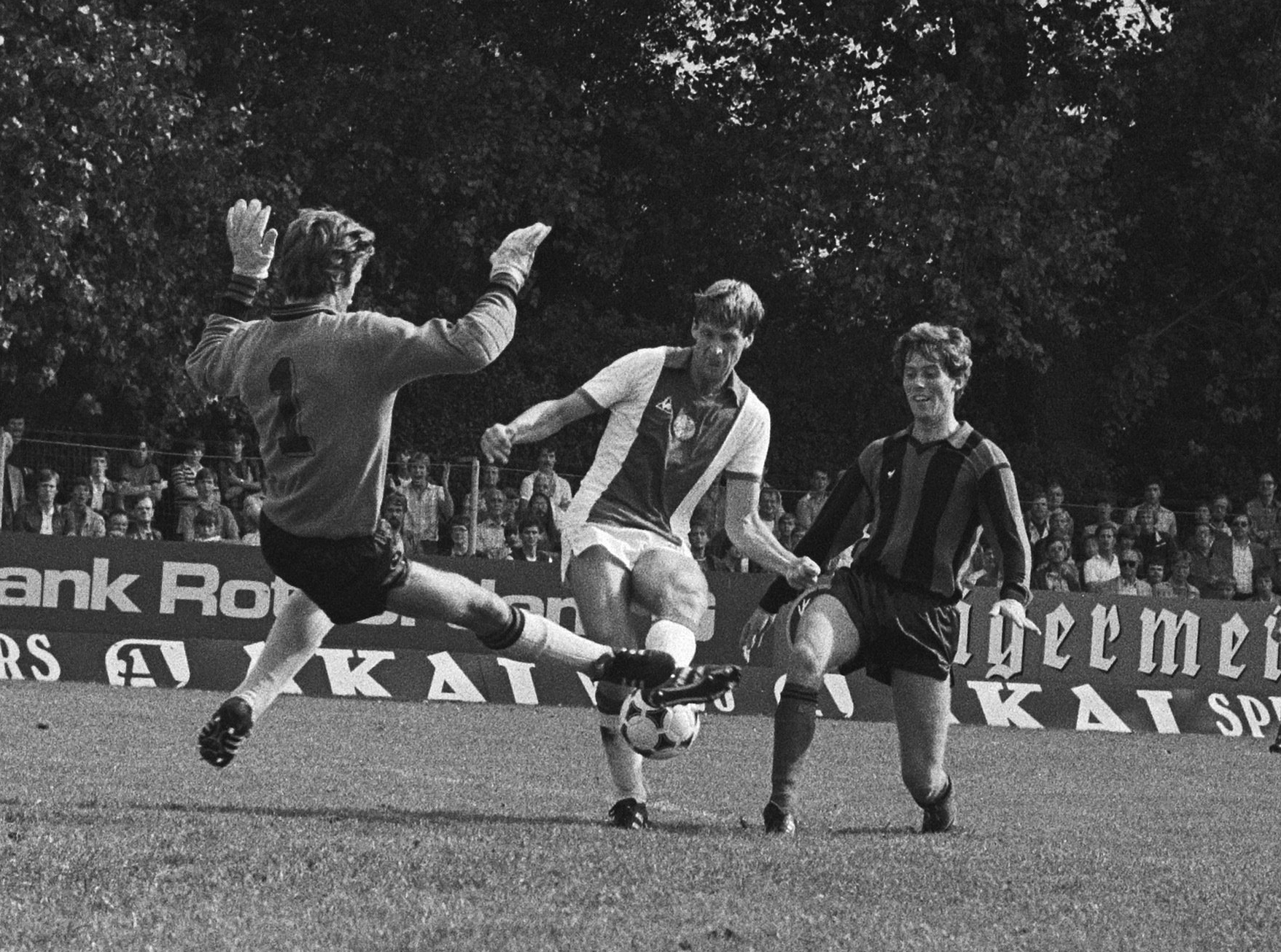
Звамборн открывает счёт в матче «Эксельсиор» — «Аякс», 21 сентября 1980

Всего в составе «Аякса» в чемпионате Нидерландов Кес провёл 73 матча и забил 3 мяча, а во всех официальных турнирах Звамборн провёл 93 матча и забил 3 мяч, Кес также стал двукратным чемпионом Нидерландов и обладателем Кубка Нидерландов в 1979 году.
В 1981 году Кес отправился в Германию выступать за «Дуйсбург». Дебют Звамборна в Бундеслиги состоялся 28 ноября 1981 года в матче против клуба «Дармштадт 98», завершившийся поражением «Дуйсбурга» со счётом 3:2. Всего в сезоне 1981/82 Кес провёл 18 матчей, а его клуб по итогам сезона занял последнее 18 место и вылетел во вторую Бундеслигу.
Дебют Кеса во второй Бундеслиги состоялся 7 августа 1982 года в матче клуба «Франкфурт», который завершился поражением «Дуйсбурга» со счётом 2:1. Свой первый гол за «Дуйсбург» Звамборн забил 2 октября 1982 года в игре против клуба «Дармштадт 98», Кес забил на 53-й минуте матча, который завершился вничью 3:3. Всего в сезоне 1982/83 Кес провёл за «Дуйсбург» 30 матчей и забил 1 мяч. В 1983 году Кес вернулся в Нидерланды и стал игроком клуба НАК из города Бреда, там же Звамборн и завершил свою футбольную карьеру.

### Тренерская карьера
Поле завершения игровой карьеры Звамборн стал тренером молодёжного состава клуба «Фейеноорд». В 1996 году Кес стал главным тренером клуба «Ден Бос», который выступал в первом дивизионе Нидерландов. Спустя три года Кес возглавил НАК, в котором ранее выступал. Под руководством Звамборна клуб не смог спастись от вылета в первый дивизион. Покинув в 2000 году НАК Кес стал директором футбольной академии амстердамского «Аякса». Звамборн совместно с Хансом Вестерхофом разработал отличную молодёжную программу для «Аякса».
В 2002 году английский «Сандерленд» смог договориться с «Аяксом» об переходе Звамборна в их клуб. Как заявил Кес: «Моя цель в Сандерленде заключается в том, чтобы создать очень похожую структуру как в Аяксе». «Сандерленд» вложил значительные денежные средства в молодёжную академию, а приглашение Звамборна на пост её директора являлся заключительным этапом.
Спустя 15 месяцев Звамборн покинул пост директора молодёжной академии «Сандерленда» по взаимному согласию. Вице-председатель «Сандерленда» Джон Фикклинг заявил: «Кес проделал отличную в нашем клубе по преобразованию и модернизации системы нашей академии». В том же году Кес стал техническим директором клуба «Виллем II». В 2010 году Кес руководил национальной сборной Суринама. В феврале 2011 года Звамборн был назначен тренером молодёжной сборной Нидерландов до 18 лет.

### Достижения
- Чемпион Нидерландов: 1979, 1980
- Обладатель Кубка Нидерландов: 1979